# Juventude Socialista Unificada
A Juventude Socialista Unificada (JSU) foi uma organização da Juventude política Espanhola fundada em de Março de 1936 como um resultado da fusão da União da Juventude Comunista da Espanha (UJCE) do Partido Comunista de Espanha (PCE) e da Juventude Socialista de Espanha do PSOE. Após o fim da Guerra Civil Espanhola, muitos dos quadros da JSU foram para o exílio e aqueles que permaneceram na Espanha foram forçados a uma severa repressão. Progressivamente, eles definharam durante a década de 1950 até ao seu desaparecimento definitivo em 1961.

## História

### Origens
A 15 de Janeiro de 1936 foi estabelecida no meio da Segunda República Espanhola na Frente Popular. Nas eleições de 16 de Fevereiro do mesmo ano, e depois de uma campanha dura e amarga, a coalizão da Frente Popular obteve uma clara maioria de deputados nas Cortes e começou a aplicar o seu programa político. Durante muito tempo, defendeu-se a unificação dos movimentos juvenis do Partido Socialista Operário Espanhol (PSOE) e do Partido Comunista de Espanha (PCE), uma ideia especialmente apreciada pelo líder socialista Francisco Largo Caballero. Em Março de 1936, delegações dos dois movimentos realizaram uma reunião que acordaram as bases para a unificação e no início de abril, finalmente se fundiram a União da Juventude Comunista da Espanha (UJCE) e a Federação da Juventude Socialista da Espanha (FJSE), dando origem a nova "Juventude Socialista Unificada" (JSU). Pouco tempo depois realizou-se uma entrevista das duas delegações com a direção do Internacional da Juventude Comunista (IJC), em Moscovo, que iria ratificar as bases do que seria a nova organização. Essas bases eram essencialmente:
- Defesa diária dos interesses da juventude trabalhadora;
- Educação no Marxismo-leninismo e internacionalismo;
- Formação de jovens trabalhadores para fortalecer e desenvolver a organização e lutar na vanguarda da juventude, agrupando-a contra o fascismo e pela vitória do socialismo.

Logo após a fundação da JSU , a Juventude Socialista Unificada da Catalunha (JSUC) foi fundada em Barcelona e com o tempo tornou-se na seção catalã da JSU. Poucos meses depois, a JSUC passou a ser relacionado com o Partido Unificado Socialista da Catalunha (PSUC), criado em Julho de 1936 .
Na esfera estrangeira, a JSU ingressou na União Internacional da Juventude Socialista (IUJS) com pré-condições destinadas a aproximar a IJC da IJS. Mas, apesar da entrada da JSU na IUJS, as relações com a IJC, longe de diminuir, intensificaram-se. A experiência unitária do JSU na Espanha tornou-se assim uma referência para as perspectivas de unificação entre o IJC e o IJS.

### Guerra Civil
Durante o período que antecede a eclosão da Guerra Civil Espanhola muitos membros da JSU foram atribuídos às Milícias Operárias e Camponesas Antifascistas (MAOC), uma milícia paramilitar criada pelo PCE, onde receberam treinamento militar básico. Já na guerra, muitos ex-militantes da JSU formaram quadros militares do Exército da República.
Após o início da guerra, a JSU iniciou um período de forte crescimento (alcançando cerca de 250.000 membros alguns meses após o início da guerra) que foi combinado com o aumento da atividade política e importância na organização militar do governo republicano: chegaram a formar os seus próprios batalhões entre as forças leais à República, que depois se destacaram particularmente na defesa de Madrid. As contribuições da JSU também foram fundamentais na formação do Exército Regular Popular e na coordenação da juventude. Um número significativo dos seus membros passou a fazer parte do chamado "Quinto Regimento". Ex-membros da JSU, como foi o caso de Manuel Tagüeña, mais tarde tornaram-se oficiais proeminentes do Exército Popular da República (Tagüeña veio a comandar o XV Corpo do Exército ).
No entanto, a influência comunista sobre a organização tornou-se cada vez maior: vários meses após a fundação da JSU e após o início da guerra, a maior parte da liderança da juventude, incluindo o então Secretário Geral, Santiago Carrillo, juntou-se ao PCE. Em Agosto de 1937 é criada a Aliança da Juventude Antifascista, formada pela juventude da União Republicana (UR), pela juventude da Esquerda Republicana (IR), pela juventude da Esquerda Federal , o UFEH, pela Juventude sindicalista, pela Juventude Libertária (JJLL) e a JSU. No Outono de 1938, Vários setores socialistas, insatisfeitos com a radicalização da organização e a crescente influência exercida pelos comunistas na JSU, questionaram o carácter unitário da JSU e tentaram atrair a esfera de influência do PSOE.

### Pós-guerra
Após o fim da guerra e depois da derrota em 1939, a JSU foi submetida, como outras organizações republicanas, a perseguição, prisão e execução de seus membros e quadros do exército pelas novas autoridades Franquistas. Milhares de jovens espanhóis, muitos da JSU, foram para os campos de concentração no Norte de África e França: nesses anos a organização teve como objetivo prioritário salvar os jovens da repressão e participar ativamente na luta de guerrilha na Espanha através, por exemplo, das suas duas divisões de maquis.
Em Outubro de 1945 foi criada em Londres a Federação Mundial da Juventude Democrática (FMJD), que reuniu organizações de juventudes de 63 países. A JSU foi uma das organizações fundadoras e encorajou outras organizações da esquerda espanhola antifranquista a aderirem.

### Desintegração
Desde os últimos meses da guerra, o ramo mais próximo do PSOE começou a considerar a necessidade de dissociar-se da JSU, cada vez mais influenciado pelos líderes do PCE. Em 10 de Março de 1939 foi formado em Madrid um embrião da recuperação da Juventude Socialista da Espanha. A celebração em França do I Congresso da Juventude Socialista de Espanha (JSE) após a guerra marcou o início do abandono socialista da JSU, que se iria consolidar ao longo da década de 1950 com a restauração e fortalecimento por parte do PSOE da sua própria organização juvenil, a JSE.
Para o abandono socialista seria necessário acrescentar a integração progressiva dos quadros da JSU no Partido Comunista de Espanha, aumentando ainda mais a influência e domínio deste na organização.
Finalmente, em Outubro de 1961 o Comité Central do PCE liquidaria formalmente a JSU apostando na reconstituição do seu próprio movimento de juventude, a União da Juventude Comunista de Espanha (UJCE), que permanece em vigor até hoje.